# 皮爾委員會

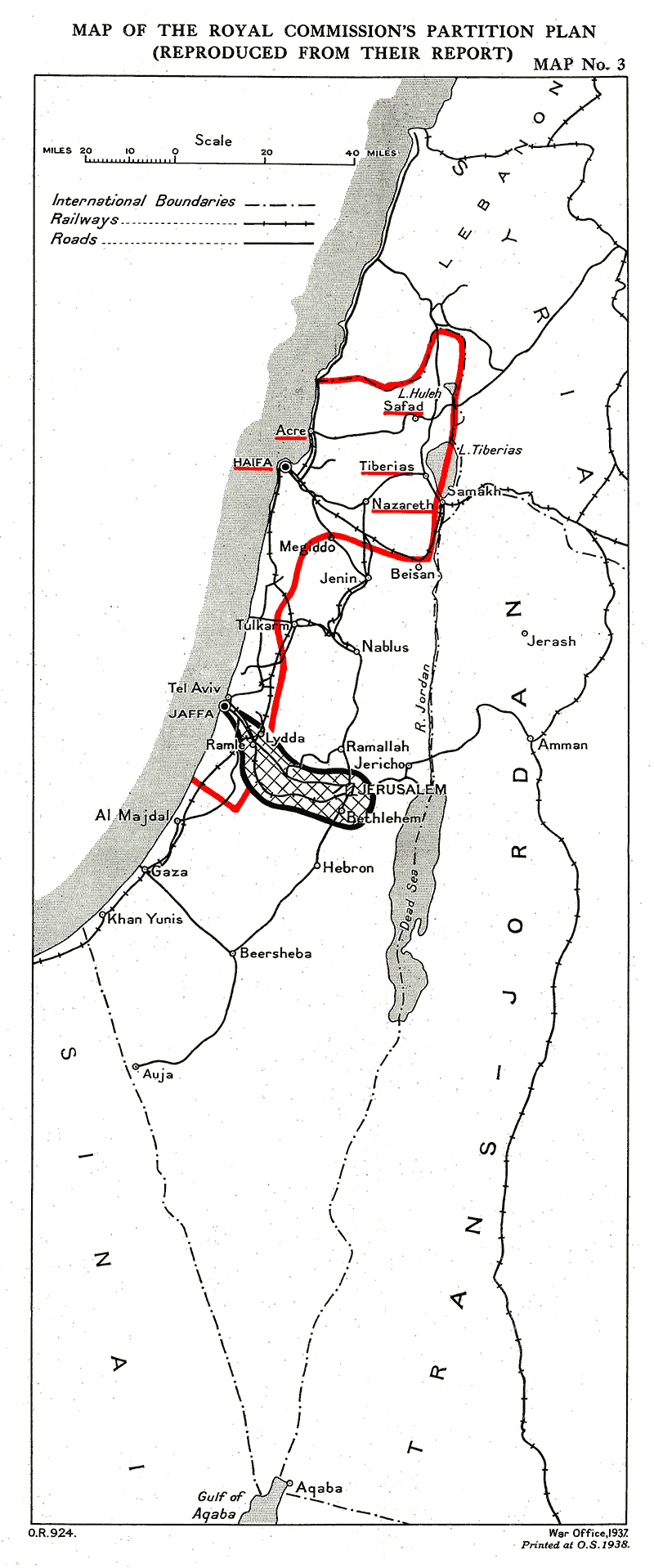
皮爾委員會提議的巴勒斯坦分治地圖

皮爾委員會（英語：Peel Commission），正式名稱為巴勒斯坦皇家委員會（Palestine Royal Commission），是一個由皮爾勳爵領導的英國皇家調查委員會，在六個月的的阿拉伯總罷工後，於1936年奉命負責調查由英國管理的巴勒斯坦託管地動亂的原因，
1937年7月7日，該委員會發表了一份報告，首次指出國際聯盟託管已變得行不通，並首次提議將巴勒斯坦分為獨立的猶太人的國家和阿拉伯人的國家。英國內閣原則上支持分治計劃，但要求提供更多資訊。該報告出版後，英國於1938年任命伍德黑德委員會對其進行詳細研究並提出實際的分區計劃。
阿拉伯人反對分治計畫並一致譴責。阿拉伯高級委員會反對建立猶太人國家的想法，並呼籲建立一個獨立的巴勒斯坦國，「保護所有猶太人和其他少數群體的合法權利，並維護英國的合理利益」。他們也要求禁止猶太人移民和購買土地。他們認為，建立猶太人國家而不是獨立的巴勒斯坦國是英國背棄承諾。
猶太復國主義領導階層對該計劃存在嚴重分歧。在1937年猶太復國主義代表大會通過的一項決議中，代表們拒絕了具體的分治計畫。 然而，通常認為分治原則被所有主要派系「接受」或「沒有徹底拒絕」：代表們授權領導層進行未來的談判。以色列猶太事務局後來提出要求召開會議，探討和平解決巴勒斯坦不分治的問題。據本尼·莫里斯說，戴維·本-古里安和哈伊姆·魏茨曼將其視為「進一步擴張和最終接管整個巴勒斯坦的墊腳石」。

## 結論
委員會報告認為前一年發生的阿拉伯叛亂的原因是：
第一，阿拉伯人要求民族獨立的願望；其次，他們對在巴勒斯坦建立猶太民族家園的敵意，由於對猶太人統治的恐懼而加劇。促成因素之一是對「伊拉克、外約旦、埃及、敘利亞和黎巴嫩」實現民族獨立的阿拉伯輿論的影響；紛紛逃離中歐和東歐的猶太移民；阿拉伯人和猶太人在向陛下政府和公眾提案時的機會不平等；阿拉伯國家的不信任感增強；阿拉伯國家對猶太民族主義的強烈特徵和「現代主義」繼續購買阿拉伯土地感到震驚； 最後，對於託管當局的最終意圖普遍存在不確定性，而託管的某些措詞模糊，加劇了不確定性。